# Hundert-Blumen-Bewegung
Die Hundert-Blumen-Bewegung (chinesisch 百花運動 / 百花运动, Pinyin bǎihuā yùndòng) war ein Ereignis im Vorfeld des Großen Sprungs nach vorn in der Volksrepublik China. Zwischen 1956 und 1957 forderte die Kommunistische Partei Chinas das Volk auf, sich kritisch zur Situation des Staates zu äußern. Als die Bewegung auszuufern drohte, wurde sie von der Kommunistischen Partei wieder beendet.

## Gesellschaftliche und wirtschaftliche Ausgangsposition bis 1955/56
Die ersten Jahre nach dem Ende des Bürgerkrieges und der Ausrufung der Volksrepublik im Oktober 1949 brachten gesellschaftliche und wirtschaftliche Umbrüche mit sich, verbunden mit einer Landreform und einer Fokussierung auf Instandsetzung der Wirtschaft, Eindämmung der hohen Inflation und Behebung der gravierendsten Kriegsschäden. Der Einmarsch in Tibet 1950 war nach ca. vier Jahrzehnten Krieg im Land die letzte militärisch-kriegerische Auseinandersetzung. China befand sich in einem Zustand relativer Ruhe und in den Städten machte sich zaghafter Optimismus breit.
Unter der Oberfläche der bis Mitte der 1950er Jahre erreichten Erfolge zeigten sich jedoch die Verwerfungen, die diese Entwicklungen mit sich gebracht hatten. Als neue gesellschaftliche Gruppe entstanden die Kader. Es zeigte sich, dass sie – wie in vergangenen Zeiten die Beamten – recht schnell überall im Land eine Reihe von Privilegien schufen, die ihre Stellung in der gesellschaftlichen Hierarchie widerspiegelten. Diese Privilegien standen nicht nur im Widerspruch zur Ideologie, sondern gingen auch zu Lasten der übrigen Bevölkerung. Mit der Entstehung der Kaderkaste ging die Bürokratisierung gesellschaftlicher und wirtschaftlicher Abläufe einher. Beides stieß auf Missfallen in der Bevölkerung, was jedoch nicht in stärkerem Maße öffentlich geäußert wurde.
Die Intellektuellen fanden sich nach einer Phase der Begeisterung nach der Gründung des Staates in einer schwierigen Rolle wieder. Bereits während der Kriegsjahre hatte Mao 1942 in Yan’an während der Korrekturkampagne in einer Rede die Literatur und Kunst dazu angehalten, der Politik zu dienen. Diese Auffassung war bestimmend für die kommenden Jahrzehnte und schränkte die Möglichkeiten der Intellektuellen erheblich ein. Sie passten sich den Parteirichtlinien weitestgehend an, wobei sie die Grenzen der Möglichkeiten durchaus testeten. Dies war jedoch unmittelbar mit persönlichem Risiko verbunden. Während Ding Ling in dieser Phase offizielle wohlwollende Unterstützung erhielt, wurden andere, wie der Autor und Herausgeber Hu Feng, verfolgt und zu langjährigen Haftstrafen verurteilt.
Ökonomisch begann mit dem ersten Fünfjahrplan (1953–57) eine Refokussierung der Wirtschaft auf den Aufbau der (Schwer)industrie. In der Folge blieben wichtige Investitionen in die Landwirtschaft aus, die Entwicklung des agrarischen Sektors hielt mit der industriellen Entwicklung nicht mehr Schritt. Die Parteiführung sah die Lösung des Problems in einer verstärkten Kollektivierung der im Zuge der Landreform entstandenen noch recht kleinen Kooperativen. Die Kooperativen wurden deutlich schneller als geplant vergrößert und waren wirtschaftlich nicht der erhoffte Erfolg, da die landwirtschaftliche Wachstumsrate verglichen mit den Entwicklungen im industriellen Sektor weiterhin hinterherhinkte.

## Die Bewegung
In einer Rede im April 1956 vor einer Gruppe von Parteiführern stellte Mao Zedong die Forderung: „Lasst hundert Blumen blühen, lasst hundert Schulen miteinander wetteifern“ (百花齊放,百家爭鳴 / 百花齐放,百家争鸣,  Bǎi huā qífàng, bǎi jiā zhēngmíng). Die hundert Schulen (gemeint als „viele“ Schulen) war ein Hinweis auf die Zeit der Streitenden Reiche, während der es viele miteinander konkurrierende philosophische Denkschulen gab. Es war ein von Mao oft angewandter rhetorischer Kunstgriff: Obwohl man sich im Kampf gegen das, nach ideologischen Maßstäben, alte und feudale Denken und die überkommenen Traditionen befand, sollte man trotzdem Lehren aus der Geschichte ziehen, solange sie dem Fortkommen der Partei und des Staates dienen.
In der Rede sprach Mao davon, nicht mehr der Partei das Meinungsmonopol zu überlassen, sondern auch das Volk sollte frei sein, Vorteile und Missstände des Systems aufzuzeigen. Obwohl die Rede in den Zeitungen aufgegriffen und kommentiert, nicht jedoch im Wortlaut abgedruckt wurde, fand sie in der Öffentlichkeit kaum Widerhall. Innerhalb der Parteiführung jedoch befeuerte sie das Kräftemessen und Tauziehen um den richtigen Kurs, sowohl ideologisch-gesellschaftlich als auch wirtschaftlich. Nicht wenige rätselten über die Intentionen Maos, der auf dem 8. Parteikongress im September 1956 sogar durchscheinen ließ, dass er sich, zu einem nicht näher genannten Zeitpunkt, in die zweite Reihe zurückziehen könnte. Am 27. Februar 1957 folgte auf einer Staatskonferenz mit 1800 kommunistischen und nichtkommunistischen Delegierten eine weitere Ansprache Maos mit dem Titel Zur Frage der richtigen Behandlung von Widersprüchen im Volk. Auch diese Rede wurde nicht im Wortlaut publiziert. Da besonders die Volkszeitung, quasi Parteiorgan, keine Auszüge veröffentlichte, galt die Rede öffentlich als nicht gehalten. Erst gegen Ende April 1957 wurde in der Presse deutlich gemacht, dass konstruktive kritische Äußerungen erwünscht seien.
Die Kritik, die sich nun erhob, zeigte, dass die chinesischen Bürger keineswegs so zufrieden und glücklich waren, wie es die von der Partei dominierte öffentliche Darstellung bislang glauben machen wollte. Die Unmutsäußerungen wiesen auf eine große Unzufriedenheit in der Bevölkerung hin. Bald ging der geäußerte Unmut über die von Mao eigentlich gewünschte gesittete, konstruktive, intellektuell-akademische Systemdiskussion hinaus. Die Kritik wurde nicht nur auf der Straße und in Zeitungen vorgetragen, sondern es tauchten auch die später durch die Kulturrevolution bekannten Plakate und Wandzeitungen auf. Kritisiert wurden viele Entwicklungen der vorangegangenen Jahre: Parteikader wurden als korrupt, arrogant und ungebildet angeprangert; es wurde beanstandet, dass die ihnen zugestandenen Vorrechte eine neue privilegierte Schicht entstehen ließen; die Bauern wehrten sich gegen die Einführung der Kooperativen, die auf deutlich weniger Gegenliebe stieß als die opferreiche Landreform einige Jahre zuvor; die Arbeiter kritisierten das bestehende Lohnsystem; Minderheiten sprachen sich über ihre verordnete Zugehörigkeit zur Volksrepublik aus; Intellektuelle wiesen auf das undemokratische Wahlsystem, die allgemeinen Repressalien, das Verbot bzw. den eingeschränkten Zugang zu ausländischer Literatur, die starke Anlehnung an das wirtschaftliche System der Sowjetunion und die undurchdachte und in Teilen unsinnige Agrarpolitik hin.
Obwohl niemand die Abschaffung des derzeitigen Systems forderte, sah die Parteiführung in der plötzlich nicht mehr kanalisierbaren Kritik eine unmittelbare Bedrohung gegen sich. Das Ende der Bewegung kam abrupt und wurde mit der Veröffentlichung der Rede Maos vom 27. Februar 1957 eingeläutet. Diese Rede wurde jedoch vor der Veröffentlichung noch umgearbeitet. Diese Änderungen definierten klar, was im Rahmen der Aufforderung zur Kritik als erwünscht galt: Lediglich das, was den Sozialismus auf seinem Weg weiterbringen und stärken würde, war erlaubt. Damit riss die Partei die Deutungshoheit über dieses Thema wieder an sich.
Durch die Ausrufung der nun folgenden „Anti-Rechts-Bewegung“ (反右運動 / 反右运动,  Fǎn Yòu Yùndòng) wurde die Hundert-Blumen-Bewegung mit Gewalt gestoppt, und viele Kritiker wurden in Arbeitslager verbannt.

## Hintergründe und Bewertungen
Über die Hintergründe und Motive der Hundert-Blumen-Bewegung gibt es verschiedene Ansichten, jedoch herrscht Einigkeit darüber, dass sie von Mao allein bzw. als treibende Kraft angestoßen wurde. Die Motive waren wahrscheinlich eine Mischung aus den innenpolitischen, wirtschaftlichen und gesellschaftlichen Problemen, beunruhigenden Vorkommnissen im sozialistisch regierten Ausland und auch innerparteilichen Auseinandersetzungen.
In den für Mao positiven Interpretationen der Ereignisse geht man davon aus, dass er sich der Probleme des Staates bewusst war, aber gleichzeitig Angst vor Aufständen wie in Ungarn hatte. Die Intention der Bewegung war, eine öffentliche Diskussion über das Regierungssystem anzustoßen, so dass sich das beste System herauskristallisieren würde. Er ging wohl davon aus, dass das sozialistische System am Ende als einzige Alternative siegen würde. Um jedoch seinen Plan durchzuführen, musste er sich zuerst der innerparteilichen Hardliner, wie des Pekinger Bürgermeisters Peng Zhen, erwehren, die die reine ideologische Lehre vertraten und einen großen Einfluss auf die Parteipresse besaßen. Erst als er diesen Einfluss zurückdrängen konnte, gewann die Bewegung an Dynamik. Aber es war dann diese Dynamik, die Mao unterschätzt hatte. Die Art und Weise der Kritik, ihre harsche und sehr offene Form entsprach nicht seinen Vorstellungen von einer sachlichen Diskussion. Hier wurde eindeutig das System angegriffen und damit die Machtbasis der Partei und somit auch seine eigene. Derartig in Bedrängnis schwenkte Mao wieder auf die Linie der Hardliner um. Die Rede vom Februar 1957 wurde um einige Absätze ergänzt, die all das verurteilten, was sich an angeblichen Auswüchsen bei der Systemkritik gezeigt hatte. Die Anti-Rechts-Kampagne war somit lediglich eine logische Folge des Kurswechsels, den Mao unter dem Druck der Ereignisse vollzog.
Eine andere Interpretation der Ereignisse geht davon aus, dass es von Anfang an das Ziel Maos gewesen war, dass sich Intellektuelle und Mitglieder anderer kritischer Gruppen öffentlich zeigten und dadurch erkannt wurden, um sie dann mundtot zu machen. Der Aufstand in Ungarn überzeugte Mao davon, dass wenn die Deutungshoheit über die Ideologie des Staates Intellektuellen und Arbeitern überlassen wird, eine Gefahr für die eigene Herrschaft besteht. Das innerparteiliche Taktieren, das Angebot, sich in die zweite Reihe zurückzuziehen, war vor allem Mittel zum Zweck. Mao stand somit in dieser Frage weder auf der Seite der Hardliner noch auf der Seite der progressiven Kräfte. Es war ein Vabanque auf einem vermeintlichen, ideologischen Nebenschauplatz, der ihm den Raum schaffte, einen Teil seiner Gegner auszuschalten und seine Macht zu sichern. Die Anti-Rechts-Kampagne war somit von Beginn an Bestandteil der Hundert-Blumen-Bewegung gewesen, um deutlich zu machen, dass Systemkritik und das Abweichen von der offiziellen Linie in China nicht geduldet wird. Die Hundert-Blumen-Bewegung war in der Tat das letzte Aufbäumen der chinesischen Intellektuellen bis einige Jahre nach dem Tode Maos.